# 20-я танковая дивизия (вермахт)
20-я танковая дивизия (20. Panzer-Division) — тактическое соединение сухопутных войск нацистской Германии. Принимала участие во Второй мировой войне. Сформирована в Эрфурте (IX военный округ) в октябре 1940 года на основе 19-й пехотной дивизии.

## Боевой путь дивизии
С 22 июня 1941 года дивизия в составе 39-го моторизованного корпуса 3-й танковой группы генерала Гота (группа армий «Центр») участвовала в войне против СССР. Наступала в Литве по маршруту Сувалки — Калвария — Алитус — Вильнюс, участвовала в сражении за Алитус с советской 5-й танковой дивизией, в результате которого были захвачены важные мосты через Неман. Рано утром 24 июня соседняя 7-я танковая дивизия заняла Вильнюс. После этого корпус повернул на юго-восток в направлении Минск — Борисов. 26 июня, пока 7-я танковая дивизия перекрывала автостраду к северо-востоку от Минска, 20-я танковая дивизия с тяжёлыми боями прорывалась к городу через Минский укрепрайон и 28 июня захватила его.
В начале июля наступала во втором эшелоне 39-го моторизованного корпуса на Витебском направлении (вслед за 7-й танковой дивизией). После того как та натолкнулась на советскую оборону западнее Витебска, 8 июля с боем форсировала Западную Двину в районе Уллы и 9 июля ворвалась в Витебск (смотри Витебское сражение). 11 июля продолжила наступление на восток.
Утром 13 июля 1941 года передовые части 20 танковой дивизии из 3-й танковой группы Германа Гота подошли к городу Велиж. 83-й Слободкинский пограничный отряд НКВД СССР и истребительный комсомольский батальон народного ополчения Велижа, получившие приказ прикрыть отступление советских войск, оказали немецким войскам ожесточённое сопротивление, длившееся до 14 июля и стоившее противнику более 60 танков и значительного числа погибших. Последними защитниками города стал отряд ВНОС, забаррикадировавшийся в зданиях в центре города и уничтоженный гитлеровцами только после доставки на передовую огнемётов.
15 июля 1941 года 20-я танковая дивизия заняла Рибшево и Пречистое. Однако дальнейшее продвижение на Белый было остановлено. В конце июля вела тяжёлые бои с советской 107-й танковой дивизией северо-восточнее Духовщины, после которых в августе 1941 года была выведена в резерв и подчинена 57-го моторизованному корпусу.
Советская 144-я стрелковая дивизия с боями прорывалась в заданный район д. Ратчино. Немецкие войска пытались обойти по флангам и выйти в район переправы. 2.08.41г в районе переправы на р. Днепр, артвзвод лейтенанта Фёдорова П.А из 308-го ЛАП, входящего в состав 144 сд, ценой жизни останавливает танковый прорыв 21-го тп из 20-й танковой дивизии вермахта, что позволило частям 144-й стрелковой дивизии подойти к наводимой переправе на р. Днепр и занять оборону.
С 22 августа 20-я танковая дивизия в составе 57-го моторизованного корпуса участвовала в наступлении на Великие Луки, что привело к разгрому советской 22-й армии, занятию Великих Лук (25 августа) и Торопца (29 августа)
8 сентября 1941 года немецкие войска силами 19-й танковой дивизии взяли Демянск, подразделения дивизии не задерживаясь двинулись дальше и 9-го сентября захватили станцию Лычково. Следом за 19-й танковой к Демянску подошла 20-я танковая дивизия, повернувшая к озеру Селигер в направлении Полново. В результате в кольцо окружения вместе с большей частью 27-й армии и некоторой частью 11-й армии попали и части 34-й армии, которые впоследствии были уничтожены.
С октября 1941 года в составе 57-го моторизованного корпуса участвовала в наступлении на Москву.
В 1942 году вела бои в районе Гжатска, Орла.

Непосредственно перед фронтом предстоящего наступления 3-й танковой армии протяженностью в 23 км оборонялись части 11-й немецкой танковой дивизии, 26-й и 56-й пехотных дивизий при поддержке 62-го истребительно-противотанкового дивизиона САУ; кроме того, в полосе наступления армии отмечалось появление частей 17-й и 20-й танковых дивизий, не имевших собственных полос обороны.—  Шеин Д. В.:Танки ведёт Рыбалко. Боевой путь 3-й Гвардейской танковой армии
В июле 1943 года — бои на северном фасе Курской дуги. Осенью 1943 — отступила к Брянску, затем в район Витебска.
В марте-июле 1944 года — бои в районе Бобруйска, понесла тяжёлые потери. В августе 1944 — отведена в Румынию (на отдых и пополнение), в октябре 1944 — в Восточную Пруссию.
В январе 1945 года — переброшена в Венгрию, затем отступила в Силезию. В апреле 1945 — дивизия отступила в Германию (в район Дрездена). В мае 1945 года остатки дивизии взяты в советский плен.

## Состав дивизии

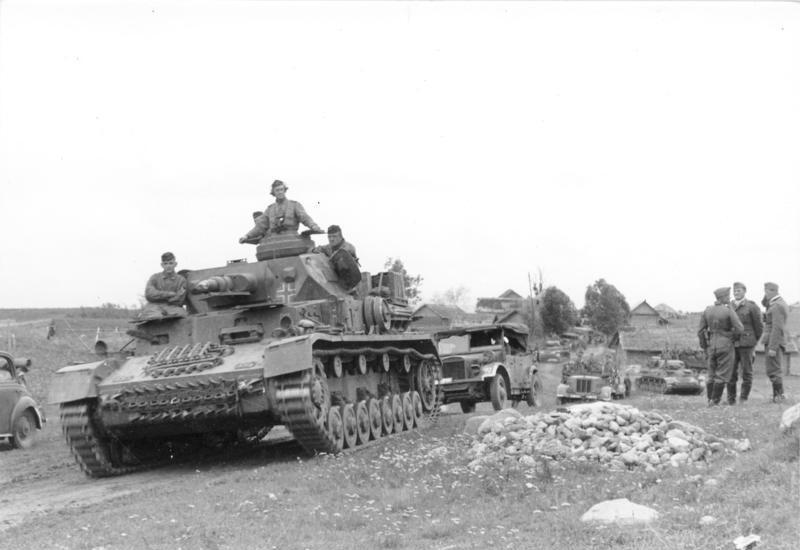
Немецкие танки Pz.IV и автомобили под Витебском в июле 1941, вероятно, 20-й танковой дивизии

### 1941 год
- 21-й танковый полк (трёхбатальонного состава, с августа 1941 года — двухбатальонного)
- 20-я стрелковая бригада
  - 59-й стрелковый полк
  - 112-й стрелковый полк
- 92-й артиллерийский полк
- 20-й мотоциклетный батальон
- 92-й противотанковый батальон
- 92-й сапёрный батальон
- 92-й батальон связи
- части тыла

На 22 июня имела на вооружении 44 танка Pz.I, 31 танк Pz.II, 121 чешский танк LT vz.38, 31 танк Pz.IV и два командирских танка на базе Pz.38(t); всего 229 танков.

### 28 июня 1942 года
- Управление
  - Штаб
  - 92-й картографический отряд
- 3-й батальон 21-го танкового полка
  - Управление батальона (5 Pz II Sd Kfz 121, 1 КШМ Pz III Sd Kfz 141, 2 КШМ Pz III Sd Kfz 267)
  - 3 лёгкие танковые роты (×5 Pz II Sd Kfz 121 & 17 38(t))
  - Средняя танковая рота (5 Pz II Sd Kfz 121 & 14 Pz IV Sd Kfz 161)
  - Рота технического обслуживания
- 20-я стрелковая бригада
  - 58-й стрелковый полк
  - 1-й батальон 112-го стрелкового полка
- 20-й артиллерийский полк
- 19-й разведывательный батальон
- 20-й пионерский батальон
- 20-й противотанковый дивизион
- 20-й батальон связи
- Службы обеспечения
  - Штаб батальона материального обеспечения
  - 1-я/2-я/3-я/4-я/5-я/6-я/7-я лёгкие колонны материального обеспечения (30-тонные)
  - 9-я/10-я тяжёлые колонны материального обеспечения (60-тонные)
  - 8-я топливная колонна (25 м³)
  - 1-я/2-я/3-я роты технического обслуживания
  - 20-я рота материального обеспечения
  - 20-я хлебопекарская рота
  - 20-я мясницкая рота
  - Хозяйственный отряд
  - 1-я/2-я медицинские роты
  - 2-й/2-й взводы скорой помощи
  - 20-е полевое почтовое отделение[4]

### 1943 год
- 21-й танковый полк (с апреля 1943 — 21-й танковый батальон)
- 59-й моторизованный полк
- 112-й моторизованный полк
- 92-й артиллерийский полк
- 20-й разведывательный батальон
- 92-й противотанковый артиллерийский дивизион
- 295-й зенитный артиллерийский дивизион
- 92-й сапёрный батальон
- 92-й батальон связи
- 92-й полевой запасной батальон
- части тыла

## Командиры дивизии
- С 13 ноября 1940 — генерал-лейтенант Хорст Штумпф
- С 10 сентября 1941 — полковник Георг фон Бисмарк
- С 14 октября 1941 — генерал-майор Вильгельм риттер фон Тома
- С 1 июля 1942 — генерал-майор Вальтер Дюверт
- С 1 октября 1942 — полковник (с декабря 1942 — генерал-майор) Генрих фрайхерр фон Лютвиц
- С 5 мая 1943 — генерал-майор Мортимер фон Кессель
- С 1 января 1944 — полковник Вернер Маркс
- С 7 февраля 1944 — генерал-лейтенант Мортимер фон Кессель
- С 6 ноября 1944 — полковник (с 30 января 1945 — генерал-майор) Герман фон Оппельн-Брониковски

## Награждённые Рыцарским крестом Железного креста

### Рыцарский Крест Железного креста (31)
- Герберт Зимон, 24.07.1941 — оберстлейтенант, командир 112-го стрелкового полка
- Хорст Штумпф, 29.09.1941 — генерал-лейтенант, командир 20-й танковой дивизии
- Вернер Небе, 14.12.1941 — майор, командир 1-го батальона 59-го стрелкового полка
- Вильгельм риттер фон Тома, 31.12.1941 — генерал-майор, командир 20-й танковой дивизии
- Герман Фалле, 31.12.1941 — обер-лейтенант резерва, командир 4-й роты 112-го стрелкового полка
- Хельмут фон Харнак, 17.01.1942 — обер-лейтенант, командир 10-й роты 21-го танкового полка
- Генрих фрайхерр фон Лютвиц, 27.05.1942 — полковник, командир 59-го стрелкового полка
- Фриц Бручер, 22.01.1943 — лейтенант резерва, командир 3-й роты 92-го сапёрного батальона
- Хельмут Харт, 22.01.1943 — унтер-офицер, командир танка 12-й роты 21-го танкового полка
- Бруно Каль, 08.02.1943 — капитан, командир 3-го батальона 21-го танкового полка
- Рудольф Демме, 14.08.1943 — полковник, командир 59-го моторизованного полка
- Якоб Вебер, 16.08.1943 — фельдфебель, командир полувзвода 2-й роты 21-го танкового батальона
- Хельмут Кола, 16.08.1943 — обер-фельдфебель, командир взвода 4-й роты 21-го танкового батальона
- Вольфганг Дариус, 22.08.1943 — капитан, командир 21-го танкового батальона
- Хельмут Хойтлинг, 22.08.1943 — унтер-офицер, наводчик 9-й (пехотных орудий) роты 59-го моторизованного полка
- Курт Хауде, 24.11.1943 — обер-лейтенант резерва, командир 6-й роты 112-го моторизованного полка
- Франц Бегеманн, 19.12.1943 — лейтенант резерва, командир 1-й роты 21-го танкового батальона
- Мортимер фон Кессель, 28.12.1943 — генерал-майор, командир 20-й танковой дивизии
- Валентин Юнг, 28.12.1943 — капитан, командир 92-го полевого запасного батальона
- Пауль Шульце, 30.12.1943 — капитан, командир 21-го танкового батальона
- Курт Надервиц, 01.01.1944 — обер-лейтенант, командир 1-й роты 112-го моторизованного полка
- Гюнтер Штеттин, 24.01.1944 — майор, командир 92-го сапёрного батальона
- Герхард Крафт, 23.02.1944 — капитан, командир 1-го батальона 112-го моторизованного полка
- Адольф Бишофф, 12.03.1944 — обер-ефрейтор, командир отделения 1-й роты 112-го моторизованного полка
- Иоганн Ригер, 26.03.1944 — обер-ефрейтор, связной 1-го батальона 59-го моторизованного полка
- Герман Фёльк, 26.03.1944 — капитан, командир 92-го противотанкового батальона
- Ганс Шёнайх, 12.08.1944 — оберстлейтенант Генерального штаба, начальник оперативного отдела штаба 20-й танковой дивизии
- Карл-Хайнц Шаде, 02.09.1944 — лейтенант резерва, командир роты 92-го сапёрного батальона
- Фриц Колльманн, 06.10.1944 — лейтенант резерва, командир взвода 59-го моторизованного полка
- Хельмут Клеманн, 28.10.1944 — обер-лейтенант, командир 2-й роты 59-го моторизованного полка
- Берндт-Иоахим фрайхерр фон Мальтцан, 14.02.1945 — майор, командир 59-го моторизованного полка

### Рыцарский Крест Железного креста с Дубовыми листьями (3)
- Рудольф Демме (№ 537), 28.07.1944 — полковник, командир 59-го моторизованного полка
- Пауль Шульце (№ 538), 28.07.1944 — майор, командир 21-го танкового батальона
- Мортимер фон Кессель (№ 611), 16.10.1944 — генерал-лейтенант, командир 20-й танковой дивизии

### Рыцарский Крест Железного креста с Дубовыми листьями и Мечами
- Герман фон Оппельн-Брониковски (№ 142), 17.04.1945 — генерал-майор, командир 20-й танковой дивизии